# 320-я стрелковая дивизия
320-я Енакиевская Краснознамённая ордена Суворова стрелковая дивизия — войсковое соединение Рабоче-крестьянской Красной армии и Советской армии, принимавшее участие в Великой Отечественной войне.

## История

### 1-е формирование
Дивизия имела два формирования. Впервые сформирована согласно приказу по 51-й армии № 001 от 17 августа 1941 года как 1-я Крымская стрелковая дивизия. Формировалась в районе г. Карасубаза́р (с 1944 года - г. Белогорск), г. Феодосии и г. Керчи. В Феодосии была сформирована 1-я стрелковая бригада, куда влилось немало евреев и крымских татар, транспортная колонна и несколько отдельных частей. Руководил их формированием глава военного отдела горкома Феодосии А. Н. Манукалов. Большой вклад в формирование дивизии внесли жители Керчи: там формировался штаб и 2-я бригада дивизии. Всего в дивизию было набрано порядка 12 тысяч феодосийцев и керчан. Для пополнения кадрового состава в дивизию влили батальон 156-й стрелковой дивизии, несший в г. Феодосии гарнизонную службу. Кроме того, на станции Сарыголь (ныне станция Айвазовская) был построен бронепоезд «Смерть фашизму!» («армейский № 2»). Согласно Директиве ГШ № орг/2/540132 от 19 сентября 1941 года 1-я Крымская стрелковая дивизия была переименована в 320-ю стрелковую дивизию.
С августа по ноябрь 1941 года занимала рубеж обороны в районе Керченского полуострова. После первых сражений среди крымско-татарских ополченцев из состава дивизии участились случаи дезертирства и сдачи в плен. В первых числах ноября 1941 года немецкие войска прорвали линию обороны дивизии, в результате чего её части вынуждены были отступить. К середине ноября 1941 года дивизия полностью эвакуировалась с Керченского полуострова и отведена на переформирование. 

### Крымский фронт
В разговоре с командующим войсками Северо-Кавказского военного округа генералом В. Н. Курдюмовым 16 февраля 1942 года Л. З. Мехлис потребовал очистить дивизии от, как он выразился, «кавказцев» и заменить их военнослужащими русской национальности. Не закончив переформирование, дивизия приняла участие в боях на вновь занятом Керченском полуострове (см. Боевые действия на Керченском полуострове). В ходе боёв дивизия была практически полностью уничтожена, и в мае 1942 года повторно эвакуирована с территории полуострова и расформирована. Остатки дивизии были направлены на комплектование новых частей.

### 2-е формирование
Повторно сформирована согласно постановлению ГКО СССР № 2114 от 28 июля 1942 года в г. Георгиевск как Георгиевская стрелковая дивизия. После прорыва немецких войск на Северный Кавказ дивизия была перевезена в г. Ленинакан (ныне г. Гюмри), где продолжила формирование. По национальному составу было принято решение укомплектовать дивизию армянами. В конце октября 1942 года дивизия выдвинулась на фронт. Участвовала в обороне Кавказа (см. Битва за Кавказ (1942—1943)), в боях в Чечено-Ингушской АССР и Северо-Осетинской АССР. В конце 1942 - начале 1943 года участвовала в боях в Ставропольском крае и на Кубани. 6 февраля 1943 года дивизия овладела штурмом г. Азов. Летом 1943 года - в боях на Донбассе. С боем освободила г. Енакиево, за что 8 сентября 1943 года дивизии было присвоено почётное наименование "Енакиевской". В 1943-1945 годах участвовала в освобождении Южной Украины, Молдавской ССР, в боях в Румынии и Венгрии. В начале 1945 года участвовала в штурме г. Будапешта.
Войну закончила в Австрии. Входила в состав Южной группы войск, вошла в состав 38-й армии после расформирования 27-й армии в Прикарпатском военном округе. Осенью 1945 года дивизия была переброшена в Каменец-Подольский. Расформирована в июле 1946 года.

## Подчинение
Первое формирование
- 51А ЮФ, затем КрымФ - с 1 октября 1941 года по 30 апреля 1942 года.
- 47А КрымФ - с 1 мая по 1 июня 1942 года.

Второе формирование
- 45А ЗакФ - с 1 сентября по 30 ноября 1942 года.
- 58А ЗакФ - декабрь 1942 года
- 44А ЗакФ, затем СевКФ, затем ЮФ - с 1 января по 1 июля 1943 года.
- 5УдА ЮФ, затем 4УкрФ - с 1 сентября по 30 ноября 1943 года
- 28А 4УкрФ, затем 3УкрФ - с 1 декабря 1943 г. по 30 марта 1944 года.
- 5УдА 3УкрФ - с 1 апреля по 30 мая 1944 года
- 46А 3УкрФ, затем 2УкрФ - с 1 июня по 28 февраля 1945 года
- 27А 3УкрФ - 1 марта - 30 мая 1945 года

## Состав
- 476-й стрелковый полк: майор Елецкий Николай Фёдорович (на 31 августа 1944 года)[1]
- 478-й стрелковый полк: подполковник Королёв Пётр Николаевич (31 август 1944 года)[2]
- 481-й стрелковый полк:
- 985-й артиллерийский полк
- 393-й отдельный истребительно-противотанковый дивизион
- 171-я разведывательная рота
- 191-й сапёрный батальон
- 250-й отдельный батальон связи
- 130-й медико-санитарный батальон
- 51-я отдельная рота химический защиты
- 26-я автотранспортная рота
- 75-я полевая хлебопекарня
- 205-й дивизионный ветеринарный лазарет
- 884-я полевая почтовая станция
- 911-я полевая касса Госбанка

## Командиры
- Виноградов Матвей Васильевич, полковник - с 15 августа по 20 августа 1941 года.
- Шаповалов Григорий Михайлович,полковник - с 20 августа по 24 сентября 1941 года.
- Нечаев Михаил Дмитриевич, полковник - с 1 января по 31 мая 1942 года.
- Зажигалов Алексей Николаевич, полковник - с 1 августа 1942 года по 31 мая 1943 года.
- Кривулин Петр Николаевич, полковник - с 1 июня по 22 июля 1943 года.
- Казак Дмитрий Васильевич, полковник - с 22 по 29 июля 1943 года.
- Швыгин Илья Иванович, генерал-майор - с 29 июля 1943 года по 1 мая 1944 года.
- Бурик Иосиф Захарович, полковник - 1 мая 1944 года по 1 апреля 1945 года.
- Вронский Яков Никифорович, генерал-майор - с 1 апреля по 31 мая 1945 года.

## Начальники штаба
- Коняшко, Григорий Филиппович, (до августа 1943 года), подполковник[3].